# أطفال مستخدمون من بالغين لارتكاب الجرائم
استغلال البالغين للأطفال لارتكاب جرائم يعني استخدام أو حيازة أو توفير طفل من قبل الآخرين من أجل أنشطة غير قانونية، بما في ذلك الاتجار في المخدرات أو إنتاج المخدرات، ويُعد ذلك جريمة وفق اتفاقية أسوأ أشكال عمل الأطفال التابعة لمنظمة العمل الدولية، والتي تم إقرارها في 1999.
كما أن هذا الأمر مشهور كذلك باسم الأطفال المستخدمين من قبل البالغين في ارتكاب الجرائم (CUBAC).
وفيما يتعلق بتوصية أسوأ أشكال عمل الأطفال، يجب أن تضمن الدول الموقعة على الاتفاقية أن يعتبر الأطفال المستخدمون من قبل البالغين في ارتكاب الجرائم جريمة جنائية، كما أنه يوفر كذلك علاجات جنائية أو مدنية أو إدارية لضمان الفرض الفعال لمثل هذا التشريع القومي (البند 3(12) حتى (14)).